# Stanisława Wątróbska-Frindt

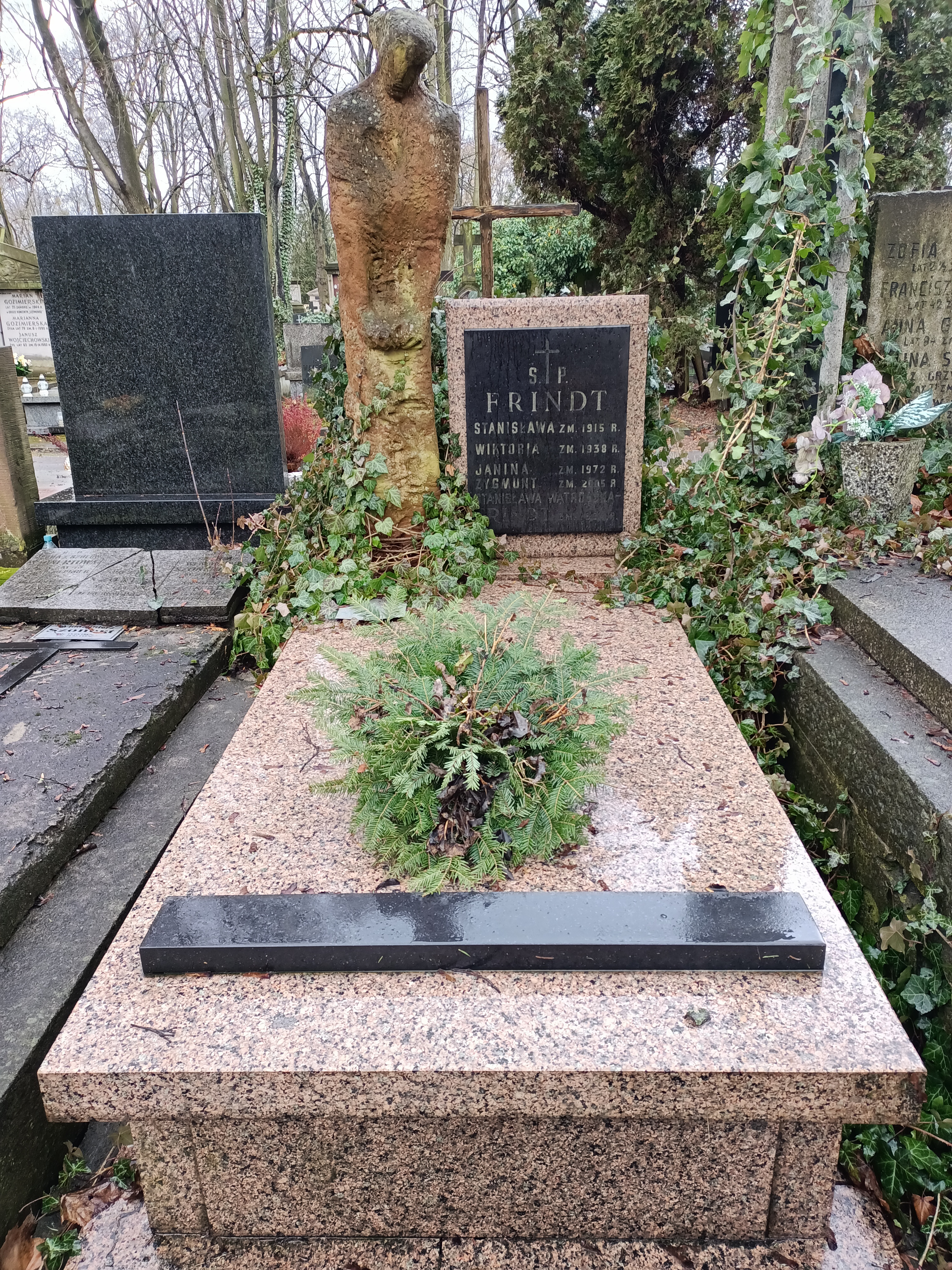
Grób Stanisławy Wątróbskiej-Frindt na Cmentarzu Powązkowskim

Stanisława Wątróbska-Frindt z domu Reczek (ur. 3 kwietnia 1934 w Jaworznie, zm. 29 września 1994) – medalierka, projektantka polskich monet. Matka Anny Wątróbskiej-Wdowiarskiej.

## Życiorys
W 1957 ukończyła Państwowe Liceum Technik Plastycznych im. Kenara w Zakopanem. Wykonała wtedy prawie naturalnej wielkości krucyfiks drewniany zdobiący łuk tęczowy stylowego kościółka na Harendzie. W latach 1957–1965 studiowała na ASP w Warszawie na wydziale rzeźby. Dyplom uzyskała z oceną bardzo dobrą w pracowni prof. Mariana Wnuka, specjalizację z zakresu medalierstwa u prof. Józefa Aumillera i prof. Zofii Demkowskiej. Od 1965 pracowała przez prawie 30 lat w Mennicy Państwowej, na stanowisku głównego plastyka-medaliera.
Uprawiała twórczość w zakresie medalierstwa projektów monet. W swoim dorobku posiadała projekty ok. 100 monet i ok. 900 medali, znaczków i odznak. Była autorką awersu siedmiu monet powszechnego obiegu, o nominałach od 1 grosza do 1 złotego, wprowadzonych w wyniku denominacji złotego w 1995. Jej wzór awersu został zastąpiony na monetach powszechnego obiegu w latach 2013–2017 przez projekt Sebastiana Mikołajczaka.
Prace jej znajdują się w licznych muzeach w kraju i zagranicą. Były także eksponowane na wystawach, między innymi we Florencji, Wiedniu i Caracas, a także na licznych wystawach Międzynarodowej Federacji Medalierstwa FIDEM.
Ważnymi wydarzeniami artystycznymi w jej życiu były indywidualne wystawy w:
- Muzeum Woli w Warszawie,
- Muzeum w Grudziądzu.

Okolicznościowe i kolekcjonerskie monety jej autorstwa były sygnowane jednym z dwóch monogramów mających postać superpozycji liter S i W.
Pochowana na cmentarzu Powązkowskim w Warszawie (kwatera 195-5-18).